# 3-ميركابتو 3-ميثيل بوتان -1-أول
3-ميركابتو 3-ميثيل بوتان -1-أول (بالإنجليزية:3-Mercapto-3-methylbutan-1-ol) ، المعروف أيضًا باسم MMB ، هو ثيول وكحول. MMB هو منتج تحلل من الحمض الأميني فيلينين في بول القطط وهو فرمون القطط. تم العثور على MMB أيضًا في نبيذ ساوفيجنون بلانك جنبًا إلى جنب مع المركبات ذات الصلة ميركابتو-4-ميثيل بنتان-2-أول و3-ميركابتوهكسان -1-أول.